# كيما دا كونجليانو
كيما دا كونجليانو (بالإنجليزية: Cima da Conegliano)‏ (و. 1459 – 1517 م) هو رسام، من إيطاليا، ولد في كونيليانو، توفي في كونيليانو، عن عمر يناهز 58 عاماً.

## روابط خارجية
- كيما دا كونجليانو على موقع الموسوعة البريطانية (الإنجليزية)